# Hermonassa lanceola
Hermonassa lanceola là một loài bướm đêm trong họ Noctuidae.